# Túnel de la risa
El túnel de la risa (literalment, en català, "túnel del riure") és la denominació que se li dona popularment a la connexió ferroviària de Madrid que, amb orientació sud-nord, uneix les estacions d'Atocha (capçalera sud) i Chamartín (capçalera nord), les més importants de la ciutat quant a nombre de viatgers. Aquesta connexió consta actualment de dos túnels en servei amb dues vies cada un i un tercer en projecte.

## Descripció
Rep el nom de túnel de la risa (riure en català) per la similitud que presentava amb una atracció de fira, molt popular a l'època de la construcció, anomenada tub de la risa. La premsa de l'època contrària al govern se'n reia de la nova construcció i la va batejar amb aquest nom.

## Història
El túnel de 7 quilòmetres, projectat durant l'etapa d'Indalecio Prieto al davant del Ministeri de Foment (1933), al mateix temps que es dissenyava l'estació de Chamartín com a alternativa a l'estació del nord, encara que amb l'arribada de la Guerra Civil espanyola no fou inaugurat fins al 1967.

## Segon túnel o túnel oest
Per resoldre el problema de la capacitat limitada del túnel, així com la massificació de la línia 1 del metro de Madrid, el 2004 es començaren les obres per a construir un segon túnel de 7,5 quilòmetres, situat a l'oest de l'anterior. Aquest nou túnel fou inaugurat el 9 de juliol de 2008.
El projecte de túnel contempla tres estacions intermèdies: Sol (en ple centre de Madrid), Alonso Martínez i Nuevos Ministerios, de les quals només l'última dona servei actualment. La nova estació de Sol no s'obrirà fins al 2009 i l'altra encara està en fase de projecte.

## Túnel d'alta velocitat
Hi ha un tercer túnel ferroviari entre Atocha i Chamartín pendent de construcció que serà exclusiu per l'alta velocitat i en ample estàndard. Estarà situat més a l'est que el primer túnel de la risa i permetrà connectar les dos grans estacions amb les línies d'alta velocitat a Castella i Lleó, Astúries, Cantàbria, Galícia i País Basc (costat de Chamartín) i Castella-la Manxa, Catalunya, País Valencià, Múrcia, Extremadura, la Rioja, Aragó i Andalusia (costat Atocha).

## Circulacions
En l'actualitat ambdós túnels són recorreguts exclusivament per trens de viatgers, per una part de trens de rodalia o regionals cadenciats que efectuen parada a totes les estacions, amb intervals de pas entre trens similars als d'una línia de metro, i per altra trens de mitjana distància i de llarg recorregut amb origen a Chamartín i destinacions meridionals nord-sur i sur-nord.

### Rodalies
- Túnel est
  -  Chamartín <·> Atocha - Alcalà d'Henares - Guadalajara
  -  Alcalà d'Henares - Atocha <·> Chamartín - Las Rozas - Príncipe Pío - Atocha <·> Chamartín
  -  Atocha <·> Chamartín - Villalba - El Escorial (- Santa Mª de la Alameda) / Cercedilla
  -  Villalba - Príncipe Pío - Atocha <·> Chamartín - Pitis
- Túnel oest
  -  Chamartín <·> Atocha - Aranjuez
  -  Parla - Atocha <·> Chamartín - Alcobendas-S.S. Reyes / Colmenar Viejo

### Mitjana distància
A excepció dels regionals cadenciats, que sempre circulen pel túnel est i efectuen parada a Recoletos i Nuevos Ministerios, els altres poden circular alternativament per un túnel o un altre segons les necessitats de regulació.
- MD-R1 Atocha <·> Ávila (regional cadenciat)
- MD-R1 Atocha <·> Segovia (regional cadenciat)
- MD-R6 Chamartín <·> Jaén
- MD-R7 Chamartín <·> Albacete

### Llarga distància
Circulen alternativament pel túnel est o oest segons les necessitats de regulació.
- ALTARIA Madrid <·> Alacant
- ALTARIA Madrid <·> Múrcia - Cartagena
- ALVIA Gijón <·> Alacant
- ALVIA Santander <·> Alacant
- TALGO Madrid <·> Almeria
- TALGO Galícia <·> Alacant